# جامع الإمام موسى الكاظم
جامع الإمام موسى الكاظم ، وهو من مساجد العراق القديمة الأثرية الواقعة في محافظة البصرة، كما يذكر انه تم تعميره في عام 2012م، ويقع بالقرب من مدينة المشراق وبالقرب من الحيانية في البصرة.